# Список міністрів закордонних справ країн світу
Нижче наведений список міністрів закордонних справ (або за відсутності такої посади — людини, яка відповідає за зовнішню політику країни) всіх країн світу. В більшості країн посада називається саме «Міністр закордонних справ», хоча в деяких країнах вона називається по-інакшому, наприклад «Міністр закордонних справ і торгівлі» в Угорщині або «Державний секретар» у США.
     — посаду міністра закордонних справ і голови держави нині обіймає одна людина

     — посаду міністра закордонних справ і голови уряду нині обіймає одна людина

     — посада міністра закордонних справ також вважається посадою голови держави

## Європа
| Держава              | Посада                                                    | Ім'я                            | Початок |
| -------------------- | --------------------------------------------------------- | ------------------------------- | ------- |
| Австрія              | Міністр закордонних справ                                 | Беата Майнль-Райзінгер          | 2025    |
| Албанія              | Міністр закордонних справ                                 | Іглі Хасані                     | 2023    |
| Андорра              | Міністр закордонних справ                                 | Імма Тор Фаус                   | 2023    |
| Бельгія              | Міністр закордонних справ                                 | Максим Прево                    | 2025    |
| Білорусь             | Міністр закордонних справ                                 | Максим Риженков                 | 2024    |
| Болгарія             | Міністр закордонних справ                                 | Георг Георгієв                  | 2025    |
| Боснія і Герцеговина | Міністр закордонних справ                                 | Ельмедин Конакович              | 2023    |
| Ватикан              | Секретар із відносин з іншими державами                   | Пол Річард Галлахер             | 2014    |
| Велика Британія      | Міністр закордонних справ і у справах Співдружності Націй | Девід Леммі                     | 2024    |
| Греція               | Міністр закордонних справ                                 | Георгос Герапетрітіс            | 2023    |
| Данія                | Міністр закордонних справ                                 | Ларс Люкке Расмуссен            | 2022    |
| Естонія              | Міністр закордонних справ                                 | Маргус Тсахкна                  | 2023    |
| Ірландія             | Міністр закордонних справ і торгівлі                      | Саймон Гарріс                   | 2025    |
| Ісландія             | Міністр закордонних справ                                 | Торгердюр Катрін Гюннарсдоуттір | 2024    |
| Іспанія              | Міністр закордонних справ                                 | Хосе Мануель Альбарес           | 2021    |
| Італія               | Міністр закордонних справ                                 | Антоніо Таяні                   | 2022    |
| Латвія               | Міністр закордонних справ                                 | Байба Браже                     | 2024    |
| Литва                | Міністр закордонних справ                                 | Кястутіс Будріс                 | 2024    |
| Ліхтенштейн          | Міністр закордонних справ, юстиції і культури             | Домінік Гаслер                  | 2021    |
| Люксембург           | Міністр закордонних і європейських справ                  | Ксав'є Бетель                   | 2023    |
| Мальта               | Міністр закордонних справ                                 | Єн Борґ                         | 2022    |
| Молдова              | Міністр закордонних справ і європейської інтеграції       | Міхай Попшой                    | 2024    |
| Монако               | Міністр закордонних справ і співробітництва               | Ізабель Берро                   | 2022    |
| Нідерланди           | Міністр закордонних справ                                 | Каспар Велдкамп                 | 2024    |
| Німеччина            | Міністр закордонних справ                                 | Йоганн Вадефуль                 | 2025    |
| Норвегія             | Міністр закордонних справ                                 | Еспен Барт Ейде                 | 2023    |
| Північна Македонія   | Міністр закордонних справ                                 | Тимчо Муцунський                | 2024    |
| Польща               | Міністр закордонних справ                                 | Радослав Сікорський             | 2023    |
| Португалія           | Міністр закордонних справ                                 | Пауло Ранжел                    | 2024    |
| Росія                | Міністр закордонних справ                                 | Сергій Лавров                   | 2004    |
| Румунія              | Міністр закордонних справ                                 | Оана Цою                        | 2025    |
| Сан-Марино           | Державний секретар закордонних справ і політики           | Лука Беккарі                    | 2020    |
| Сербія               | Міністр закордонних справ                                 | Марко Джурич                    | 2024    |
| Словаччина           | Міністр закордонних справ                                 | Юрай Бланар                     | 2023    |
| Словенія             | Міністр закордонних справ                                 | Таня Файон                      | 2022    |
| Угорщина             | Міністр закордонних справ і торгівлі                      | Петер Сіярто                    | 2014    |
| Україна              | Міністр закордонних справ                                 | Андрій Сибіга                   | 2024    |
| Фінляндія            | Міністр закордонних справ                                 | Еліна Валтонен                  | 2023    |
| Франція              | Міністр європейських і закордонних справ                  | Жан-Ноель Барро                 | 2024    |
| Хорватія             | Міністр закордонних і європейських справ                  | Гордан Грлич Радман             | 2019    |
| Чехія                | Міністр закордонних справ                                 | Ян Ліпавський                   | 2021    |
| Чорногорія           | Міністр закордонних справ і європейської інтеграції       | Ервін Ібрагімович               | 2024    |
| Швейцарія            | Голова федерального департаменту закордонних справ        | Іньяціо Кассіс                  | 2017    |
| Швеція               | Міністр закордонних справ                                 | Марія Малмер Стенергард         | 2024    |

## Азія
| Держава           | Посада                                                   | Ім'я                                      | Початок |
| ----------------- | -------------------------------------------------------- | ----------------------------------------- | ------- |
| Азербайджан       | Міністр закордонних справ                                | Джейхун Байрамов                          | 2020    |
| Афганістан        | Міністр закордонних справ                                | Амір Хан Муттакі (в. о.)                  | 2021    |
| Бангладеш         | Міністр закордонних справ                                | Абулкалам Абдул Момен                     | 2019    |
| Бахрейн           | Міністр закордонних справ                                | Абдуллатіф бін Рашид аль-Заяні            | 2020    |
| Бруней            | Міністр закордонних справ і торгівлі                     | Хассанал Болкіах                          | 2015    |
| Бутан             | Міністр закордонних справ                                | Танді Дорджи                              | 2018    |
| В'єтнам           | Міністр закордонних справ                                | Буй Тхань Сон                             | 2021    |
| Вірменія          | Міністр закордонних справ                                | Арарат Мірзоян                            | 2021    |
| Грузія            | Міністр закордонних справ                                | Ілля Дарчіашвілі                          | 2022    |
| Ємен              | Міністр закордонних справ                                | Ахмад Авад бін Мубарак                    | 2020    |
| Ізраїль           | Міністр закордонних справ                                | Елі Коен                                  | 2022    |
| Індія             | Міністр зовнішніх справ                                  | Субраманьям Джайшанкар                    | 2019    |
| Індонезія         | Міністр закордонних справ                                | Ретно Марсуді                             | 2014    |
| Ірак              | Міністр закордонних справ                                | Фуад Хусейн                               | 2020    |
| Іран              | Міністр закордонних справ                                | Хусейн Амір-Абдуллахіан                   | 2021    |
| Йорданія          | Міністр закордонних справ                                | Айман Сафаді                              | 2017    |
| Казахстан         | Міністр закордонних справ                                | Мухтар Тлеуберді                          | 2019    |
| Камбоджа          | Міністр закордонних справ і міжнародного співробітництва | Прак Сохон                                | 2016    |
| Катар             | Міністр закордонних справ                                | Мохамед бін Абдулрахман аль-Тані          | 2016    |
| Киргизстан        | Міністр закордонних справ                                | Руслан Казакбаєв                          | 2020    |
| Кіпр              | Міністр закордонних справ                                | Константінос Комбос                       | 2023    |
| КНР               | Міністр закордонних справ                                | Ван Ї                                     | 2023    |
| Кувейт            | Міністр закордонних справ                                | Ахмад Нассер аль-Мухаммад аль-Сабах       | 2019    |
| Лаос              | Міністр закордонних справ                                | Салеумксай Коммасіт                       | 2016    |
| Ліван             | Міністр закордонних справ і емігрантів                   | Абдалла Бу Хабіб                          | 2021    |
| Малайзія          | Міністр закордонних справ                                | Сайфуддін Абдулла                         | 2021    |
| Мальдіви          | Міністр закордонних справ                                | Абдулла Шахід                             | 2018    |
| Монголія          | Міністр закордонних справ                                | Батцецег Батмунхіїн                       | 2021    |
| М'янма            | Міністр закордонних справ                                | Вунна Маун Лвін                           | 2021    |
| Непал             | Міністр закордонних справ                                | Прадіп Кумар Гявалі                       | 2018    |
| ОАЕ               | Міністр закордонних справ і міжнародного співробітництва | Абдула бін Заєд аль-Нахаян                | 2006    |
| Оман              | Міністр закордонних справ                                | Саїд Бадр бін Хамад бін Хабуд аль-Бусаїді | 2020    |
| Пакистан          | Міністр закордонних справ                                | Шах Мехмуд Куреші                         | 2018    |
| Палестина         | Міністр закордонних справ                                | Ріяд аль-Малікі                           | 2007    |
| Південна Корея    | Міністр закордонних справ                                | Пак Чін                                   | 2022    |
| Північна Корея    | Міністр закордонних справ                                | Рі Сон-гвон                               | 2020    |
| Саудівська Аравія | Міністр закордонних справ                                | Фейсал бін Фархан аль-Сауд                | 2019    |
| Сирія             | Міністр закордонних справ і емігрантів                   | Фейсал Мекдад                             | 2020    |
| Сінгапур          | Міністр закордонних справ                                | Вівіан Балакрішнан                        | 2015    |
| Східний Тимор     | Міністр закордонних справ                                | Адальїза Магно                            | 2020    |
| Таджикистан       | Міністр закордонних справ                                | Сіроджиддін Аслов                         | 2013    |
| Таїланд           | Міністр закордонних справ                                | Дон Прамудвінаї                           | 2015    |
| Туреччина         | Міністр закордонних справ                                | Хакан Фідан                               | 2023    |
| Туркменістан      | Міністр закордонних справ                                | Рашид Мередов                             | 2001    |
| Узбекистан        | Міністр закордонних справ                                | Абдулазіз Камілов                         | 2012    |
| Філіппіни         | Секретар закордонних справ                               | Теодоро Локсін мл.                        | 2018    |
| Шрі-Ланка         | Міністр закордонних справ                                | Гаміні Лакшман Пейріс                     | 2021    |
| Японія            | Міністр закордонних справ                                | Йоко Камікава                             | 2023    |

## Північна Америка
| Держава                  | Посада                                                                 | Ім'я                        | Початок |
| ------------------------ | ---------------------------------------------------------------------- | --------------------------- | ------- |
| Антигуа і Барбуда        | Міністр закордонних справ                                              | Чет Грін                    | 2018    |
| Багамські Острови        | Міністр закордонних справ                                              | Фред Мітчелл                | 2021    |
| Барбадос                 | Міністр закордонних справ, закордонної торгівлі і міжнародного бізнесу | Джером Волкотт              | 2018    |
| Беліз                    | Міністр закордонних справ                                              | Еймон Куртенай              | 2020    |
| Гаїті                    | Міністр закордонних справ                                              | Клод Джозеф                 | 2020    |
| Гватемала                | Міністр закордонних справ                                              | Маріо Адольфо Букаро Флорес | 2022    |
| Гондурас                 | Міністр закордонних справ                                              | Едуардо Енріке Рейна        | 2022    |
| Гренада                  | Міністр закордонних справ                                              | Олівер Джозеф               | 2020    |
| Домініка                 | Міністр закордонних справ                                              | Кеннет Дарру                | 2019    |
| Домініканська Республіка | Міністр закордонних справ                                              | Роберто Альварес            | 2020    |
| Канада                   | Міністр закордонних справ                                              | Мелані Жолі                 | 2021    |
| Коста-Рика               | Міністр закордонних справ                                              | Родольфо Солано             | 2020    |
| Куба                     | Міністр закордонних справ                                              | Бруно Родрігес Паррілья     | 2009    |
| Мексика                  | Секретар закордонних справ                                             | Марсело Ебрард              | 2018    |
| Нікарагуа                | Міністр закордонних справ                                              | Деніс Монкада               | 2017    |
| Панама                   | Міністр закордонних справ                                              | Еріка Мойнес                | 2020    |
| Сальвадор                | Президент                                                              | Александра Хілл Тіноко      | 2019    |
| Сент-Вінсент і Гренадини | Міністр закордонних справ                                              | Ральф Гонсалвеш             | 2020    |
| Сент-Кіттс і Невіс       | Міністр закордонних справ                                              | Марк Брентлі                | 2015    |
| Сент-Люсія               | Міністр закордонних справ                                              | Альва Баптісте              | 2021    |
| США                      | Державний секретар                                                     | Ентоні Блінкен              | 2021    |
| Тринідад і Тобаго        | Міністр закордонних справ                                              | Еймері Браун                | 2020    |
| Ямайка                   | Міністр закордонних справ і закордонної торгівлі                       | Каміна Джонсон-Сміт         | 2016    |

## Південна Америка
| Держава   | Посада                                                                      | Ім'я                  | Початок |
| --------- | --------------------------------------------------------------------------- | --------------------- | ------- |
| Аргентина | Міністр закордонних справ, закордонної торгівлі та віросповідання (Канцлер) | Сантьяго Кафієрі      | 2021    |
| Болівія   | Канцлер                                                                     | Роджеліо Майта        | 2020    |
| Бразилія  | Міністр закордонних справ                                                   | Мауро Вієйра          | 2023    |
| Венесуела | Міністр закордонних справ                                                   | Фелікс Пласенціа      | 2021    |
| Гаяна     | Міністр закордонних справ                                                   | Х'ю Тодд              | 2020    |
| Еквадор   | Міністр закордонних справ                                                   | Габріела Зоммерфельд  | 2023    |
| Колумбія  | Міністр закордонних справ                                                   | Марта Люсія Рамірес   | 2021    |
| Парагвай  | Міністр закордонних справ                                                   | Евклідес Акеведо      | 2021    |
| Перу      | Міністр закордонних справ                                                   | Ана Сесилія Гервасі   | 2021    |
| Суринам   | Міністр закордонних справ                                                   | Альберт Рамдін        | 2020    |
| Уругвай   | Канцлер                                                                     | Франсиско Бустільйо   | 2020    |
| Чилі      | Міністр закордонних справ                                                   | Альберто ван Клаверен | 2023    |

## Африка
| Держава                          | Посада                                                                            | Ім'я                             | Початок |
| -------------------------------- | --------------------------------------------------------------------------------- | -------------------------------- | ------- |
| Алжир                            | Міністр закордонних справ                                                         | Сабрі Букадум                    | 2019    |
| Ангола                           | Міністр закордонних справ                                                         | Тете Антоніо                     | 2020    |
| Бенін                            | Міністр закордонних справ                                                         | Аурелін Агбенонці                | 2016    |
| Ботсвана                         | Міністр закордонних справ і міжнародного співробітництва                          | Лемоганг Квапе                   | 2020    |
| Буркіна-Фасо                     | Міністр закордонних справ                                                         | Розін Сорі-Кулібалі              | 2021    |
| Бурунді                          | Міністр закордонних справ                                                         | Альберт Шингіро                  | 2020    |
| Габон                            | Міністр закордонних справ                                                         | Пакоме Моубеле-Боубея            | 2020    |
| Гамбія                           | Міністр закордонних справ                                                         | Мамадоу Тангара                  | 2018    |
| Гана                             | Міністр закордонних справ                                                         | Ширлі Айоркор Ботчвей            | 2017    |
| Гвінея                           | Міністр закордонних справ                                                         | Ібрагіма Халіл Каба              | 2021    |
| Гвінея-Бісау                     | Міністр закордонних справ                                                         | Сузі Барбоса                     | 2020    |
| Джибуті                          | Міністр закордонних справ                                                         | Махмуд Алі Юсуф                  | 2005    |
| ДР Конго                         | Міністр закордонних справ                                                         | Крістоф Лутундула                | 2021    |
| Екваторіальна Гвінея             | Міністр закордонних справ і міжнародного співробітництва                          | Сімеон Ойоно Есоно Ангуе         | 2018    |
| Еритрея                          | Міністр закордонних справ                                                         | Осман Салех Мохамед              | 2007    |
| Есватіні                         | Міністр закордонних справ                                                         | Тулі Дладла                      | 2018    |
| Ефіопія                          | Міністр закордонних справ                                                         | Демеке Мекконен                  | 2020    |
| Єгипет                           | Міністр закордонних справ                                                         | Самех Шоукрі                     | 2014    |
| Замбія                           | Міністр закордонних справ                                                         | Стенлі Какубо                    | 2021    |
| Зімбабве                         | Міністр закордонних справ                                                         | Фредерік Шава                    | 2021    |
| Кабо-Верде                       | Міністр закордонних справ, спільнот і оборони                                     | Руї Альберто де Фігейредо Соарес | 2021    |
| Камерун                          | Міністр закордонних справ                                                         | Леєуне Мбелла Мбелла             | 2015    |
| Кенія                            | Міністр закордонних справ                                                         | Мусалія Мудаваді                 | 2023    |
| Коморські Острови                | Міністр закордонних справ                                                         | Дойхір Дулкамал                  | 2020    |
| Республіка Конго                 | Міністр закордонних справ                                                         | Жан-Клод Гакоссо                 | 2015    |
| Кот-д'Івуар                      | Міністр закордонних справ                                                         | Кандія Камара                    | 2021    |
| Лесото                           | Міністр закордонних справ і міжнародних відносин                                  | Матсепо Рамакоае                 | 2020    |
| Ліберія                          | Міністр закордонних справ                                                         | Ді-Максвел Саах Кемая-старший    | 2020    |
| Лівія                            | Міністр закордонних справ                                                         | Наджла Мангуш                    | 2021    |
| Маврикій                         | Міністр закордонних справ                                                         | Алан Гану                        | 2021    |
| Мавританія                       | Міністр закордонних справ                                                         | Ісмаїл Оулд Чейк Ахмед           | 2018    |
| Мадагаскар                       | Міністр закордонних справ                                                         | Патрік Раджоеліна                | 2021    |
| Малаві                           | Міністр закордонних справ                                                         | Ейзенхауер Мкака                 | 2020    |
| Малі                             | Міністр закордонних справ, африканської інтеграції і міжнародного співробітництва | Абдулає Діоп                     | 2021    |
| Марокко                          | Міністр закордонних справ і співробітництва                                       | Нассер Буріта                    | 2017    |
| Мозамбік                         | Міністр закордонних справ і співробітництва                                       | Вероніка Макамо                  | 2020    |
| Намібія                          | Міністр закордонних справ                                                         | Нетумбо Нанді-Ндаїтва            | 2012    |
| Нігер                            | Міністр закордонних справ, співробітництва і африканської інтеграції              | Хассумі Массауду                 | 2021    |
| Нігерія                          | Міністр закордонних справ                                                         | Джефрі Онєяма                    | 2015    |
| ПАР                              | Міністр закордонних справ і співробітництва                                       | Наледі Пандор                    | 2019    |
| Південний Судан                  | Міністр закордонних справ і міжнародного співробітництва                          | Майїк Айі Денг                   | 2021    |
| Руанда                           | Міністр закордонних справ і співробітництва                                       | Вінсент Бірута                   | 2019    |
| Сан-Томе і Принсіпі              | Міністр закордонних справ                                                         | Едіте Тенжуа                     | 2020    |
| Сейшельські Острови              | Міністр закордонних справ                                                         | Сильвестр Радегонде              | 2020    |
| Сенегал                          | Міністр закордонних справ                                                         | Аїсата Таль Саль                 | 2020    |
| Сомалі                           | Міністр закордонних справ                                                         | Абдісаїд Музе Алі                | 2021    |
| Судан                            | Міністр закордонних справ                                                         | Абдалла Омар Башир               | 2021    |
| Сьєрра-Леоне                     | Міністр закордонних справ і міжнародного співробітництва                          | Девід Френсіс                    | 2021    |
| Танзанія                         | Міністр закордонних справ і міжнародного співробітництва                          | Ліберата Маламула                | 2021    |
| Того                             | Міністр закордонних справ                                                         | Роберт Дьюссі                    | 2013    |
| Туніс                            | Міністр закордонних справ                                                         | Отман Джеранді                   | 2020    |
| Уганда                           | Міністр закордонних справ                                                         | Джедже Одонго                    | 2021    |
| Центральноафриканська Республіка | Міністр закордонних справ                                                         | Сільвіє Баїпо-Темон              | 2018    |
| Чад                              | Міністр закордонних справ                                                         | Махамат Зене Шериф               | 2021    |

## Австралія і Океанія
| Держава                      | Посада                                                | Ім'я                   | Початок |
| ---------------------------- | ----------------------------------------------------- | ---------------------- | ------- |
| Австралія                    | Міністр закордонних справ                             | Пенні Вонґ             | 2022    |
| Вануату                      | Міністр закордонних справ                             | Марк Аті               | 2020    |
| Кірибаті                     | Міністр закордонних справ та імміграції               | Танесі Маамау          | 2016    |
| Маршаллові Острови           | Міністр закордонних справ                             | Кастен Немра           | 2020    |
| Науру                        | Міністр закордонних справ і торгівлі                  | Лайонел Енгімеа        | 2019    |
| Нова Зеландія                | Міністр закордонних справ                             | Наная Махута           | 2020    |
| Палау                        | Міністр закордонних справ                             | Густав Айтаро          | 2021    |
| Папуа Нова Гвінея            | Міністр закордонних справ                             | Сорої Еое              | 2020    |
| Самоа                        | Міністр закордонних справ і торгівлі                  | Фіаме Наомі Матаафа    | 2021    |
| Соломонові Острови           | Міністр закордонних справ і зовнішньої торгівлі       | Джеремая Манеле        | 2019    |
| Тонга                        | Міністр закордонних справ                             | Фекітамелоа Утоікаману | 2021    |
| Тувалу                       | Міністр довкілля, закордонних справ, праці і торгівлі | Саймон Кофе            | 2019    |
| Федеративні Штати Мікронезії | Міністр закордонних справ                             | Канді Елізар           | 2019    |
| Фіджі                        | Міністр закордонних справ                             | Франк Баїнімарама      | 2016    |

## Залежні території
| Держава                        | Посада                                                         | Ім'я             | Початок |
| ------------------------------ | -------------------------------------------------------------- | ---------------- | ------- |
| Брюссельський столичний регіон | Міністр закордонних справ                                      | Паскаль Смет     | 2019    |
| Валлонія                       | Міністр закордонних справ                                      | Еліо ді Рупо     | 2019    |
| Гагаузія                       | Міністр закордонних справ                                      | Віталій Влах     | 2015    |
| Гренландія                     | Міністр закордонних справ                                      | Муте Буруп Егеде | 2021    |
| Джерсі                         | Міністр закордонних справ                                      | Ян Горст         | 2018    |
| Каталонія                      | Міністр закордонних справ, інституційних відносин і прозорості | Вікторія Альсіна | 2021    |
| Квебек                         | Міністр закордонних справ                                      | Надін Жиро       | 2018    |
| Токелау                        | Міністр закордонних справ                                      | Керісіано Калоло | 2018    |
| Фарерські острови              | Міністр торгівлі і закордонних справ                           | Єніс ав Рана     | 2019    |
| Фландрія                       | Міністр закордонних справ                                      | Ян Ямбон         | 2019    |
| Французька Полінезія           | Міністр закордонних справ                                      | Едуард Фрітч     | 2014    |
| Шотландія                      | Секретар культури, туризму і зовнішніх справ                   | Анґус Робертсон  | 2021    |

## Невизнані та частково визнані держави
| Держава                              | Посада                    | Ім'я                     | Початок |
| ------------------------------------ | ------------------------- | ------------------------ | ------- |
| Республіка Абхазія                   | Міністр закордонних справ | Інал Ардзімба            | 2021    |
| Західна Сахара                       | Міністр закордонних справ | Мохамед Салем Оулд Салек | 1998    |
| Косово                               | Міністр закордонних справ | Доніка Гервалла-Шварц    | 2021    |
| Нагірно-Карабаська Республіка        | Міністр закордонних справ | Давід Бабаян             | 2021    |
| Ніуе                                 | Міністр закордонних справ | Дальтон Тагелагі         | 2020    |
| Острови Кука                         | Міністр закордонних справ | Марк Браун               | 2020    |
| Південна Осетія                      | Міністр закордонних справ | Дмитро Медоєв            | 2017    |
| Придністров'я                        | Міністр закордонних справ | Віталій Ігнатьєв         | 2015    |
| Сомаліленд                           | Міністр закордонних справ | Ясін Хагі Мохамуд Хиїр   | 2018    |
| Тайвань                              | Міністр закордонних справ | Джозеф Ву                | 2018    |
| Турецька Республіка Північного Кіпру | Міністр закордонних справ | Тахсін Ертугрулоглу      | 2020    |

## Інші
| Утворення         | Посада                                                              | Ім'я       | Початок |
| ----------------- | ------------------------------------------------------------------- | ---------- | ------- |
| Європейський Союз | Верховний представник з питань закордонних справ і політики безпеки | Кая Каллас | 2024    |